# جوسوا تویسووا
جوسوا تویسووا (انگلیسی: Josua Tuisova؛ زادهٔ ۴ فوریهٔ ۱۹۹۴) بازیکن راگبی ۷ نفره است.
وی به‌همراه تیم ملی راگبی ۷ نفره فیجی به مقام قهرمانی در بازی‌های المپیک تابستانی ۲۰۱۶ رسیده‌است.